# あんのこと
『あんのこと』は、2024年6月7日に公開された日本映画。監督は入江悠、主演は河合優実。PG12指定。
2020年6月に新聞の小さな三面記事に掲載された、ある少女の壮絶な人生をつづった記事に着想を得て制作された。
機能不全家族の家庭に生まれ、虐待の末にドラッグに溺れた少女が人情味あふれる刑事や更生施設を取材する正義感を持つ週刊誌記者といった人たちに出会い、生きる希望を見出していきながらも、やり直そうとしたその人生を新型コロナウィルスの流行によって阻まれる姿が描かれる。

## あらすじ
主人公の香川杏は、母子家庭に生まれ、母の春海からの虐待を受けて育ち、小学校4年で不登校となり、12歳にして母から売春を強いられ、薬物依存症となった女性である。21歳になった現在は東京の団地に住み、ホステスの母、足の不自由な祖母の恵美子を支えるためだけに、無為に生活している。
2018年秋のある日、杏は覚せい剤使用容疑で逮捕され、刑事の多々羅保と知り合う。多々羅が生活保護や更生の世話をしたことで、杏は少しずつ心を開く。家を出てシェルターに避難して家族との縁を断ち、多々羅の主催する自助グループに通い、更生施設を取材する記者の桐野達樹の紹介で介護の仕事に就き、夜間中学で勉強にも励む。
しかし2020年、新型コロナウィルスの流行により、非正規雇用である杏は仕事を失い、夜間中学も休校となる。杏はようやく手に入れた居場所を失い、孤独と不安に陥る。さらに桐野が雑誌で、多々羅が更生者の女性に対する性加害者だと報じたことで、杏はさらに希望を失ってゆく。
そんな中、隣人であるシングルマザーの三隅紗良が、幼い1人息子の隼人を杏に押しつけて失踪する。杏はやむなく、隼人の世話をしながら暮らし始める。ソーシャルディスタンスが叫ばれる中、杏は隼人と2人きりの生活を通して、幼い隼人に愛情を注ぎ、徐々に生気を取り戻す。
ところが母の春海が杏の居場所を突き止めて現れ、祖母の恵美子がコロナに感染したかもしれないと助けを求められる。杏は優しかった祖母を想い、隼人を連れて、二度と帰らないと決めていた団地へと向かう。

## キャスト

### 主要人物
香川杏〈21〉
演 - 河合優実
機能不全家族で育ち、父親を知らず、母親から日常的に虐待を受けている少女。母親から売春を強要され、売春相手からドラッグを勧められたことがきっかけで薬物依存症となる。
多々羅保
演 - 佐藤二朗
人情味あふれる型破りな刑事。売春を繰り返しドラッグに溺れていた杏を救おうと、自らが主催する薬物更生者の自助グループ「サルベージ赤羽」へ誘う。
桐野達樹
演 - 稲垣吾郎
更生施設を取材する週刊誌記者。多々羅とは数年にわたり親交があり、彼の裏の顔を暴こうとする正義感と友情に揺れる。祖母のために介護職を希望する杏に、知り合いが経営する介護施設を紹介する。
香川春海
演 - 河井青葉
杏の母親。情緒不安定で、酒と男にだらしないホステス。杏に肉体的・精神的な暴力を振るう一方、金銭面では頼り切っており「ママ」と呼び依存している。
香川恵美子
演 - 広岡由里子
杏の祖母で春海の母親。足が悪いため、ほぼ寝たきりのような生活をしている。春海の暴力から幼い杏をかばっていた。
三隅紗良
演 - 早見あかり
杏が住むシェルターの隣人のシングルマザー。突然杏の部屋を訪ね、幼い赤ん坊を押しつけて失踪する。

## スタッフ
- 監督・脚本 - 入江悠
- 製作総指揮 - 木下直哉[2]
- 企画 - 國實瑞恵[2]
- エグゼグティブプロデューサー - 武部由実子[2]
- プロデューサー - 谷川由希子、関友彦、座喜味香苗[2]
- 音楽 - 安川午朗[2]
- 音楽プロデューサー - 津島玄一[2]
- 撮影 - 浦田秀穂[2]
- 照明 - 常谷良男[2]
- 録音 - 藤丸和徳[2]
- 編集 - 佐藤崇[2]
- 音響効果 - 大河原将[2]
- 美術 - 塩川節子　[2]
- スタイリスト - 田口慧[2]
- ヘアメイク - 大宅理絵、金田順子[2]
- 助監督 - 岡部哲也[2]
- キャスティングディレクター - 杉野剛[2]
- 制作担当 - 安達守[2]
- ラインプロデューサー - 山田真史[2]
- 配給 - キノフィルムズ[2]
- 制作プロダクション - コギトワークス[2]
- 製作 -「あんのこと」製作委員会（木下グループ、鈍牛倶楽部）[2]

## 製作
この映画の原案は、2020年6月に朝日新聞で報じられた1人の女性の新聞記事である。記事によれば、その女性は幼少期からの虐待や薬物依存を乗り越え、夢であった介護福祉士になることができ、夜間中学で学ぶはずだったが、コロナ禍で前途を阻まれ、2020年春に自死したとあった。新聞記事上ではこの女性が「ハナ」の仮名で呼ばれていたため、以下「ハナ」と記述する。
映画プロデューサーである國實瑞恵（株式会社鈍牛倶楽部の社長）はこの記事に衝撃を受けて、コロナ禍を経ての社会の分断によって苦しむ人たちが多く、その影響は弱い立場の人ほど大きいということに憤りを憶え、「ハナ」の人生を残すことに強い使命感を抱き、映画監督の入江悠に映画制作の話を持ちかけた。
入江は当初、「ハナ」のような女性を理解の困難な縁遠い存在だと思っていた。しかし、実際には東京のどこかですれ違っていても不思議ではなく、隣の部屋に住んでいる可能性すらある人物であり、そうした人物に対して、自分が全く思いを馳せたことがなかったことが、この映画の制作のきっかけとなった。また入江は、この記事を読んだ後、「ハナ」の更生に携わっていた刑事が、別の更生者への性加害で逮捕されたと報じられていたことを知り、このことに先の記事よりも大きな衝撃を受けたこと、人間の複雑さにも衝撃を受けたこと、この2つを組み合わせたらどんな映画になるかとの興味も、この映画の制作にもつながった。
奇しくもこの映画の企画が始動した時期も、コロナ禍から間もない2020年初夏であり、入江自身もコロナ禍で2人の友人を失うという、個人的な事情を抱えていた。それまではその友人たちと頻繁に連絡を取り合っていたものの、コロナ禍が連絡が途絶えた間に起きた悲劇に、入江は大きな衝撃を受けた。「ハナ」が生きる目標をコロナ禍で喪失したように、コロナ禍で人間がたやすく孤立して絶望に陥ると考えられたこと、コロナ禍の記録を残したいとの思いも、この映画の製作に大きな影響を及ぼした。
國實は2022年公開の映画『PLAN 75』のプロデュースも手掛けており、この映画にも『PLAN75』のスタッフが多数参加した。撮影監督の浦田秀穂もまた、『PLAN 75』の撮影に携わっていた人物であり、主人公を撮影する際の距離感は、この浦田が何通りも試した撮影によって培われた。
入江が現実の出来事をもとにした作品を手がけるのは、本作が初めてであった。制作においては「ハナ」について入念なリサーチが行われ、脚本は何度も書き直された。その過程において、主人公のことを「可哀そうな存在として描くのはやめよう」と心がけられた。壮絶な人生を送りながらも、楽しく豊かな時間があったであろうことから、その人生を身近に感じることが必要と考えられたためである。こうしたことから、事実をもとにした作品ではありながらも、実在する人々に失礼のないような描写、誠意をもった製作が心がけられた。こうしてできあがった脚本について、出演者の稲垣吾郎は「衝撃を受け、動揺した」「胸が張り裂ける思いというのは本当にこういうことかな」と語った。
脚本を書くにあたり、「ハナ」の記事を書いた新聞記者から全面的な協力が得ることができた。入江はこの記者のもとを訪ねて「ハナ」について取材し、それまで自分の取材とは別の視点を得ることができた。またこの取材の中で、「彼女は恥ずかしがり屋の小さい女の子みたいだった」という話が印象的だったことから、その社会経験の乏しさからくる幼さをヒントとして、衣装合わせでトレーナーやリュックといった衣装が決められた。
入江は主人公の名前として、モデルである「ハナ」と似た名前を考えたとき、「ハナ」の軽やかな語感が気に入ったこと、また1958年の映画『杏っ子』で主人公を演じた香川京子の演技の魅力が思い出されたことから、「杏（あん）」の名前が考案された。五十音の最初の「あ」と最後の「ん」を用いることで、すべてを包括する名前となったことは、入江にとっても望外の効果であった。
撮影は2023年頃より開始された。「ハナ」は学校へ行き、仕事に就くといった、より良い状況へ進もうとする人物であったと考えられたことから、作中では悲劇的な方に陥らないように、「ハナ」の人生の輝いていた部分を描写することが心がけられた。

### 配役
主演の河合優実の起用は、脚本が書き始められて間もない頃に決定した。河合はデビューから間もない時期に、入江のワークショップを受けたことがあり、真摯に取り組む印象が入江に残っていたことから、起用された。
河合は「ハナ」に対して、薬物依存という自意識だけでは抜け出すことができない状況から、敢えて抜け出して勉強や就職のために動き始めるという、より良いところに進もうとする力に対して、尊敬の念を抱いた。この役を請け負うことに強い気持ちを持てると感じ、「怖い」「逃げたい」「やりたくない」というよりも、「大丈夫だ、大丈夫だ」と自分言い聞かせたい気持ちが強まった。その後に入江に会ったとき、入江の考えを文章として受け取り、実在の人物や事件を映画として再構築する際のスタンスや、その責任を慎重に引き受ける覚悟、「彼女の人生を生き返す」との言葉から、主役を了承した。また、入江との話の中で「可哀そうな女性と考えることはやめよう」「大衆の興味や関心を煽り立てるような描写はことさら強調しない」という話になったことに共感を覚え、河合の入江に対する信頼感が増し、切なさや痛々しさを訴えるのではなく、痛みや傷つきなどの切実な瞬間を感じることに集中するに至った。
撮影においては、主人公の感情の動きは河合に委ねられた。作中では主人公が母や祖母と住む自宅はゴミ屋敷同然であり、そのような環境で母からの虐待に遭えば主人公は家を飛び出しかねず、演出においてもそうした傾向になりがちである。しかし、河合は「逃げる」「捨てる」といった行動とは異なり、「辛いけれども母を守らなければならない」と、肉体のみならず心にも傷を負っての芝居を心がけていた。入江は、河合がこうして主人公と誠実に向き合う姿から、河合にこの作品を託そうと考えたと語っている。
主人公を支える刑事役の佐藤二朗に関しては、河合とは対照的に、演出面での苦労はほとんどなかった。人を助けるための苦労を惜しまない熱血漢である一方で、欲望には容易に流されてしまうといった人物であり、入江によれば、こうしたある種の古いタイプと言える人物像が、昭和時代を知っている世代として、人物像を把握しやすかったという。佐藤は現場では入江が驚愕するほどの綿密な演技プランを提示したことで、脚本に深みを与えることとなった。
稲垣演じる週刊誌記者も、「ハナ」と交流していた実在の新聞記者がモデルとなっている。本作はこの記者の視点から語ることもできるという側面も持ち合わせており、河合はこの記者のことを「影の主人公」と表現している。作中ではこの記者が自身の心情を吐露するような台詞は一切ないため、稲垣は役作りに苦労したというが、入江は稲垣の演技について「独特の居心地の悪さや葛藤を見事に表現した」と称賛した。

### 史実との相違点
この映画は史実をもとにしたフィクション作品であり、映画制作の都合上、史実と異なる創作の場面も多い。その最たるものは、コロナ禍で主人公が隣人から子供を押しつけられ、その子供の世話をしながら生活するエピソードであり、これは完全な創作である。
こうした創作を描写した理由について、入江は、専門家から「虐待は世代を経て連鎖していくことがある」との指摘があったことから、本作の主人公なら負の連鎖を断ち切ることができたと考えられたために、束の間の疑似的な家族環境を描写したと語っている。これは主人公のような人物を生まないためにとの願いを込めて、挿入されたエピソードである。
また、本作では薬物依存者の社会復帰を支援するNPOも監修を務めており、自身も依存症を経験したスタッフが皆、支援活動の継続によって自身も救われている旨を語っている。入江はこのことから、本作の主人公にもそれが当てはまると考え、誰かが主人公を救うのではなく、主人公が誰かに手を差し伸べることで、全く違う未来があり得たかもしれないと、創作の設定を入れた意図を述べている。

## 作品の評価
映画評論家の秋本鉄次は、「1人の無名の少女のことを記録したい」との企画に感銘しており、本作は悲劇的な作風にもかかわらず、絶望の中にも希望が感じられるとして、「監督の想いが伝わる秀作」と述べている。俳優陣については、主演の河合の演技を「『希望はおろか絶望すら知らない』という言葉に当てはまる、鬼気迫る熱気」、主人公の父がわりともいえる刑事役の佐藤二朗のことも「独特な味」「特筆もの」と評価している。同じく映画評論家の森直人は、河井青葉の演じる主人公の母が、主人公に売春を強要し、容赦なく暴力を振るい、それでいて生活面で主人公で依存するといった描写を「凄まじい怪演」と呼び、その演技に驚愕した旨を述べている。
映画評論家の北川れい子は、入江による現実感に徹した演出、河合の痛ましいながらも力強い演技力を評価している。マーケティングコンサルタントの西山守は、少数者の声を拾い上げて、社会喚起を行っていく点において、本作のように虐げられた女性の苦しみを描いた日本映画は重要であり、今後も製作され続けるべき、と主張している。
著述家の武井保之は本作について、「社会が内包する残酷さを真っすぐ観客に突きつけてくる衝撃的な作品だが、観客それぞれが現実社会に持ち帰る何かがあるとして、それが社会のどこかで誰かを救うことに繋がると考えられる名作」と述べている。また、主人公にとって学ぶことや働くことが当前のことではなく、やりたくてもできない環境に置かれており、自力でその機会を得たことで生きる喜びを得たことから、その素朴で健気な姿が印象的とすると共に、単に更生のみを題材としていない本作の結末について、その余韻から抜け出せなくなる、とも述べている。
ニッポン放送のアナウンサーであるひろたみゆ紀は、主役の河合、刑事役の佐藤、記者役の稲垣の演技を評価すると共に、この主人公のような人物が自分たちのそばにいたことを実感できる映画であり、そのような人物が現在もどこかにいることを忘れてはならない、と述べている。
映画雑誌などを主とする著述家の石村加奈は、主人公が薬物を断って仕事や勉強に励みだす目覚ましい変化の描写、突然預かった幼児の世話を懸命に焼く健気な姿を「印象的」と語っている。主演の河合の、主人公の内面を見つめ、寄り添うことに集中した演技が誠実で胸を打つ、との意見もある。序盤で逮捕されたばかりの頃の主人公は虚ろな目をしており、表情の変化もないが、周囲からの支えを得て、未来への希望に満ちた初々しい笑顔と生気を取り戻す様を指して、河合の演技力を評価する声もある。
絶望を扱った日本映画が多い中、懸命に生きることが、小さくても希望の光を灯すことを示そうとする点で、他の作品とは一線を画している、との意見や、
人を幸せにしない社会の断面をリアルに描き私たちに突きつけてくる力作、との意見もある。公開から2週間を経た頃には、評判が口コミで広がり、満席になる劇場も見られた。
映画情報ウェブサイトの映画.comとFilmarksでは、2024年6月時点で5点満点中4.2点を記録するほど、高い評価が得られた。映画.comのスタッフの1人は、悲劇的な状況下においても、河合の演技力による主人公の笑顔や屈託のない表情により、主人公のような女性が確かに伝わるとして、2024年上期のベスト映画に選んでいる。
こうした評価の反面、映画関連の著述家・編集者である岡本敦史は、「入魂の力作」と呼ぶ一方で、この社会を変革したいとする思いよりも、悲惨な現実を見せつけたいとする熱量が上回っているとして、問題提起だけでは不足であり、ソーシャルワーカーのような視点による作風が不足している、と指摘している。終盤で刑事の不祥事が報道される展開において、その刑事が罪を認めることより、週刊誌報道のケア不足の方が先だって描写されることについても、岡本はまさに業界の問題点そのものとも指摘している。
映画評論家の吉田伊知郎は、コロナ禍での無名の人物の悲劇を描写するといった点は理解できるものの、作者の意図が理解できず、現実の事件に対して虚構が追従するだけの作品、と述べている。主人公が隣人から子供を預けられる展開も、隣人の身勝手さと、作者のご都合主義を批判している。河合の演技力についても、「河合ならこのくらいは演じられる」と予想がつくことから、意外性がないとしている。

### 受賞歴
- 第2回ダナン・アジアン映画祭 アジア映画部門[45]
  - 審査員特別賞（『あんのこと』）